# Release (álbum de David Knopfler)
Release es el primer álbum en solitario de David Knopfler tras dejar de formar parte de Dire Straits

## Canciones
1. Soul Kissing - 4:42
2. Come To Me - 3:13
3. Madonna's Daughter - 4:20
4. The Girl And The Paperboy - 3:02
5. Roman Times - 4:16
6. Sideshow - 4:42
7. [Mercenary Man]
8. Little Brother - 4:04
9. Hey Henry - 3:17
10. Night Train - 4:15
11. The Great Divide - 3:47

## Músicos que intervinieron en la grabación del LP
- David Knopfler -- guitarras, sentitizadores, piano, voz, productor ejecutivo
- Arran Ahmun -- batería, congas, percusiones
- Harry Bognovs -- sentitizador
- Betsy Cook -- piano, sentitizador, coros
- Dmx -- batería
- Mike pace -- saxofón
- Kevin Powell -- bajo
- Bub Roberts -- guitarra
- Marie Broady -- coros
- Roger Downham -- vibrofono
- John Illsley -- bajo (1)
- Germaine Johnson -- coros
- Mark Knopfler -- guitarra rítmica (3)
- Pino Palladino -- bajo (8)
- Danny Schogger -- piano (10)
- Bobby Valentino UK -- violín (8)
- Bernd Lissok -- productor ejecutivo
- Hugh Murphy -- producción
- Busy Lizzy Design -- diseño

## Características del álbum
Este primer álbum en solitario de David Knopfler tiene un fuerte sabor a Dire Straits, en particular, "Madonna's Daughter", donde Mark Knopfler contribuye con su inconfundible guitarra rítmica. Sin embargo, el fuerte de Knopfler, voz y el sonido suave orquestal que se siente en algunos de los temas hacen de este álbum su carácter propio: "Sideshow" tiene sonido Rock y el ritmo de semi-discoteca, hay algunos toques saxo interesantes en el tema "Come To Me", y la grabación se cierra con una memorable late night de amor" The Great Divide ".
- Datos: Q1107740